# Okrug (Splitsko-dalmatinska županija)
Okrug je općina u Hrvatskoj. Nalazi se u Splitsko-dalmatinskoj županiji. Sjedište Općine je naselje Okrug Gornji.

## Zemljopis
Općina se nalazi na jugozapadnom dijelu otoka Čiova, jugozapadno od Trogira. Na kopnu graniči s Gradom Trogirom i to naseljima Trogir i Žedno. Sjeverno se nalazi Trogirski zaljev, a južno Splitski kanal. Općini pripada skupina otočića jugozapadno od Okruga Donjeg od kojih je najveći Sveta Fumija.

## Stanovništvo
| broj stanovnika | 289   | 345   | 384   | 548   | 683   | 784   | 865   | 960   | 975   | 1030  | 1104  | 1015  | 1141  | 1640  | 2980  | 3349  | 2995  |
|                 | 1857. | 1869. | 1880. | 1890. | 1900. | 1910. | 1921. | 1931. | 1948. | 1953. | 1961. | 1971. | 1981. | 1991. | 2001. | 2011. | 2021. |

### Popis 2011.
Prema popisu stanovništva iz 2011. godine, Općina Okrug ima 3349 stanovnika. Većina stanovništva su Hrvati s 95,13 %, a po vjerskom opredijeljenju većinu od 90,71 % čine pripadnici katoličke vjere.

### Naselja
U sastavu općine su 2 naselja (stanje 2006.):
- Okrug Donji, 268 stan. i
- Okrug Gornji, 3081 stan.

## Uprava
Načelnik Općine je Ivica Radić-Bagi. Općinsko vijeće se od 2017. g. sastoji od predsjednika Ante Miše, dva potpredsjednika i deset članova.
Na području općine su osnovana dva mjesna odbora: Mjesni odbor Okrug Gornji i Mjesni odbor Okrug Donji.

## Spomenici i znamenitosti
- kapela sv. Ivana Krstitelja u Okrugu Donjem
- crkva sv. Karla Boromejskog u Okrugu Gornjem
- crkva sv. Tudora u Okrugu Gornjem
- župna crkva Uzvišenja svetog Križa u Okrugu Gornjem
- ljetnikovac Racetini kod Okruga Donjeg

## Obrazovanje
- Osnovna škola Okruk u Okrugu Gornjem[9]
- Dječji vrtić Pčelica[10]

## Kultura
- Mandolinski orkestar Okruk sa solistima pjevačima
- Dječji mandolinski orkestar Okruk Gornji
- Škola mandoline i gitare – KUD Mindula Okruk Gornji
- Ženska klapa Mindula[11]

## Šport
- Hrvatski vaterpolski klub Okruk iz Okruga Gornjeg